# Арзуманян, Владимир
Владимир Арзуманян (арм. Վլադիմիր Արզումանյան, род. 26 мая 1998, Степанакерт) — армянский певец, победитель конкурса песни «Детское Евровидение — 2010».

## Биография
Родился 26 мая 1998 года в семье музыкальных педагогов в Степанакерте (Ханкенди), Нагорный Карабах.
Профессионально занимается музыкой с 6 лет. Исполняет песни на армянском, русском и английском языках.
Ученик школы № 1 им. Х. Абовяна.
Является обладателем коричневого пояса по карате, увлекается футболом.

## Признание
- Победитель конкурса песни «Детское Евровидение — 2010»[5]
- Третье место на конкурсе «Детская Новая Волна» (2010 год)[8][9]
- Дипломант всеармянского фестиваля «Карот»[10]
- Дипломант фестиваля имени Арно Бабаджаняна[10]